# Llista de presidents d'El Salvador

Segell del President del Salvador

El President d'El Salvador és el Cap d'Estat e cap de govern del Salvador. En 1824, l'Ajuntament Major de Sonsonate i l'Intendencia de San Salvador s'uneixen formant l'Estat del Salvador, adherit a les Províncies Unides de l'Amèrica Central. Segons la llei federal, els governants rebien el títol de Cap Suprem fins a 1841, quan El Salvador es declara independent sent els seus governants denominats presidents.
Llista de presidents d'El Salvador des de (1841) fins avui:

## Presidents des de1841fins a1931
| Nom                                   | Imatge                        | Inici del govern       | Fi del govern          |
| ------------------------------------- | ----------------------------- | ---------------------- | ---------------------- |
| Juan Lindo (provisional)              | Juan Lindo                    | 22 de febrer de 1841   | 1 de febrer de 1842    |
| José Escolástico Marín (*)            | José Escolástico Marín        | 1 de febrer de 1842    | 14 d'abril de 1842     |
| Juan José Guzmán                      | Sense imatge                  | 14 d'abril de 1842     | 1 de febrer de 1844    |
| Fermín Palacios (*)                   | Fermín Palacios (*)           | 1 de febrer de 1844    | 7 de febrer de 1844    |
| Francisco Malespín                    |                               | 7 de febrer de 1844    | 15 de febrer de 1845   |
| Joaquín Eufrasio Guzmán               | Sense imatge                  | 15 de febrer de 1845   | 1 de febrer de 1846    |
| Fermín Palacios (*)                   | Fermín Palacios (*)           | 1 de febrer de 1846    | 21 de febrer de 1846   |
| Eugenio Aguilar Gozález Batres        |                               | 21 de febrer de 1846   | 1 de febrer de 1848    |
| Tomás Medina Menéndez (*)             |                               | 1 de febrer de 1848    | 3 de febrer de 1848    |
| José Félix Quirós (*)                 | Sense imatge                  | 3 de febrer de 1848    | 7 de febrer de 1848    |
| Doroteo Vasconcelos                   |                               | 7 de febrer de 1848    | 1 de febrer de 1850    |
| Ramón Rodríguez (*)                   | Sense imatge                  | 1 de febrer de 1850    | 4 de febrer de 1850    |
| Doroteo Vasconcelos                   |                               | 4 de febrer de 1850    | 1 de març de 1851      |
| José Félix Quirós (*)                 | Sense imatge                  | 1 de març de 1851      | 3 de maig de 1851      |
| Francisco Dueñas                      |                               | 13 de maig de 1851     | 30 de gener de 1852    |
| José María San Martín (*)             | Sense imatge                  | 30 de gener de 1852    | 1 de febrer de 1852    |
| Francisco Dueñas                      |                               | 1 de febrer de 1852    | 1 de febrer de 1854    |
| Vicente Gómez (*)                     | Sense imatge                  | 1 de febrer de 1854    | 15 de febrer de 1854   |
| José María San Martín                 | Sense imatge                  | 15 de febrer de 1854   | 1 de febrer de 1856    |
| Francisco Dueñas (*)                  |                               | 1 de febrer de 1856    | 15 de febrer de 1856   |
| Rafael Campo Pomar                    |                               | 12 de febrer de 1856   | 1 de febrer de 1858    |
| Lorenzo Zepeda (*)                    | Sense imatge                  | 1 de febrer de 1858    | 7 de febrer de 1858    |
| Miguel Santín del Castillo            |                               | 7 de febrer de 1858    | 24 de gener de 1859    |
| Joaquín Eufrasio Guzmán (*)           | Sense imatge                  | 24 de gener de 1859    | 15 de febrer de 1859   |
| José María Peralta (*)                |                               | 15 de febrer de 1859   | 12 de març de 1859     |
| Gerardo Barrios                       |                               | 12 de març de 1859     | 26 d'octubre de 1863   |
| Francisco Dueñas                      |                               | 26 d'octubre de 1863   | 15 d'abril de 1871     |
| Santiago González Portillo            |                               | 15 d'abril de 1871     | 1 de febrer de 1876    |
| Andrés del Valle                      | Sense imatge                  | 1 de febrer de 1876    | 1 de maig de 1876      |
| Rafael Zaldívar                       | Sense imatge                  | 1 de maig de 1876      | 21 de juny de 1885     |
| Francisco Menéndez Valdivieso         | Francisco Menéndez Valdivieso | 21 de juny de 1885     | 22 de juny de 1890     |
| Carlos Basilio Ezeta                  | Carlos Basilio Ezeta          | 22 de juny de 1890     | 9 de juny de 1894      |
| Rafael Antonio Gutiérrez              | Sense imatge                  | 10 de juny de 1894     | 13 de novembre de 1898 |
| Tomás Regalado                        | Tomás Regalado                | 14 de novembre de 1898 | 1 de març de 1903      |
| Pedro José Escalón                    | Sense imatge                  | 1 de març de 1903      | 1 de març de 1907      |
| Fernando Figueroa                     |                               | 1 de març de 1907      | 1 de març de 1911      |
| Manuel Enrique Araujo                 | Manuel Enrique Araujo         | 1 de març de 1911      | 8 de febrer de 1913    |
| Carlos Meléndez Ramírez (provisional) | Sense imatge                  | 9 de febrer de 1913    | 29 d'agost de 1914     |
| Alfonso Quiñónez Molina (provisional) |                               | 29 d'agost de 1914     | 1 de març de 1915      |
| Carlos Meléndez Ramirez               | Sense imatge                  | 1 de març de 1915      | 21 de desembre de 1918 |
| Alfonso Quiñónez Molina (*)           |                               | 21 de desembre de 1918 | 1 de març de 1919      |
| Jorge Meléndez                        |                               | 1 de març de 1919      | 1 de març de 1923      |
| Alfonso Quiñónez Molina               |                               | 1 de març de 1923      | 1 de març de 1927      |
| Pío Romero Bosque                     | Sense imatge                  | 1 de març de 1927      | 1 de març de 1931      |
| Arturo Araujo                         | Sense imatge                  | 1 de març de 1931      | 4 de desembre de 1931  |

## Governs militars (1931-1979)
- Maximiliano Hernández Martínez (*): 4 de desembre de 1931 - 28 d'agost de 1934
- Andrés Ignacio Menéndez (provisional): 29 d'agost de 1934 - 1 de març de 1935
- Maximiliano Hernández Martínez: 1 de març de 1935 - 9 de maig de 1944
- Andrés Ignacio Menéndez (provisional): 9 de maig - 20 d'octubre de 1944
- Osmín Aguirre y Salinas (provisional): 21 d'octubre de 1944 - 1 de març de 1945
- Salvador Castaneda Castro: 1 de març de 1945 - 14 de desembre de 1948
- Consell Revolucionari de Govern: 15 de desembre de 1948 - 14 de setembre de 1950
- Óscar Osorio: 14 de setembre de 1950 - 14 de setembre de 1956
- José María Lemus: 14 de setembre de 1956 - 26 d'octubre de 1960
- Junta de Govern: 26 d'octubre de 1960 - 25 de gener de 1961
- Directori Civic-Militar: 25 de gener de 1961 - 25 de gener de 1962
- Eusebio Rodolfo Cordón Cea (provisional): 25 de gener - 1 de juliol de 1962
- Julio Adalberto Rivera Carballo: 1 de juliol de 1962 - 1 de juliol de 1967
- Fidel Sánchez Hernández: 1 de juliol de 1967 - 1 de juliol de 1972
- Arturo Armando Molina: 1 de juliol de 1972 - 1 de juliol de 1977
- Carlos Humberto Romero: 1 de juliol de 1977 - 15 d'octubre de 1979
- Junta Revolucionària de Govern: 15 d'octubre de 1979 - 2 de maig de 1982

## Presidents civils (des del 1979)
| Nom                                        | Imatge                    | Inici del govern      | Fi del govern         |
| ------------------------------------------ | ------------------------- | --------------------- | --------------------- |
| Álvaro Magaña                              | Sense imatge              | 2 de maig de 1982     | 1 de juny de 1984     |
| José Napoleón Duarte                       |                           | 1 de juny de 1984     | 1 de juny de 1989     |
| Alfredo Cristiani Burkard                  | Alfredo Cristiani Burkard | 1 de juny de 1989     | 1 de juny de 1994     |
| Armando Calderón Sol                       | Sense imatge              | 1 de juny de 1994     | 1 de juny de 1999     |
| Francisco Flores Pérez                     | Francisco Flores Pérez    | 1 de juny de 1999     | 1 de juny de 2004     |
| Antonio Saca                               | Antonio Saca              | 1 de juny de 2004     | 1 de juny de 2009     |
| Mauricio Funes                             |                           | 1 de juny de 2009     | 1 de juny de 2014     |
| Salvador Sánchez Cerén                     |                           | 1 de juny de 2014     | 1 de juny de 2019     |
| Nayib Bukele                               |                           | 1 de juny de 2019     | 1 de desembre de 2023 |
| Claudia Rodríguez de Guevara (provisional) |                           | 1 de desembre de 2023 | En el càrrec          |

(*) Sense mandat (ja sigui per accedir a la presidència mitjançant un cop d'estat, o bé per assegurar la continuïtat, etc.)